# Ckarostawi
Ckarostawi (gruz. წყაროსთავი) – wieś w Gruzji, w regionie Kachetia, w gminie Sagaredżo. W 2014 roku liczyła 694 mieszkańców.